# シクロデキストリン

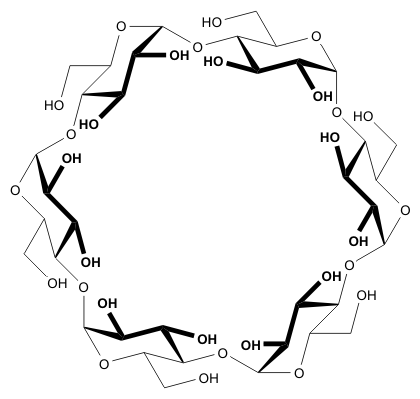
α-シクロデキストリン（α-CD）

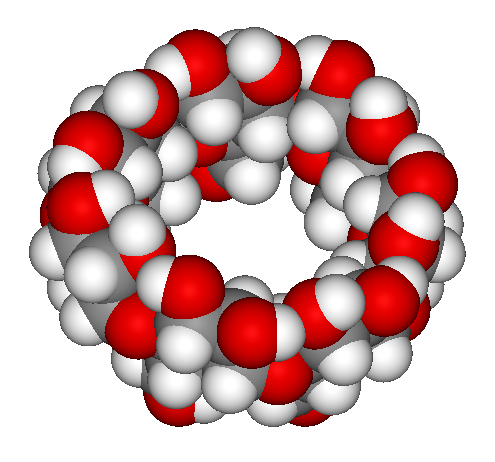
β-シクロデキストリン（β-CD）のCPKモデル

シクロデキストリン (英: cyclodextrin) は数分子のD-グルコースが、α-1,4グリコシド結合によって結合し環状構造をとった環状オリゴ糖の一種である。CDと略されることもある。

## 歴史
1891年にヴィリエ (A. Villiers) によって発見された。1903年にこの物質がシャルディンガー (F. Schardinger) によって環状オリゴ糖であることが判明した。これにちなんでシャルディンガーデキストリンともいう。

## 構造と性質

シクロデキストリンの3種類の化学構造

グルコースが5個以上結合したものが知られており、一般的なものはグルコースが6個から8個結合したものである。それぞれ6個結合しているものがα-シクロデキストリン（シクロヘキサアミロース、α-CD）、7個結合しているものがβ-シクロデキストリン（シクロヘプタアミロース、β-CD）、8個結合しているものがγ-シクロデキストリン（シクロオクタアミロース、γ-CD）と呼ばれている。
シクロデキストリンは塩基に対しては安定であり、酸に対してもデンプンや他のオリゴ糖に比べるとかなり安定である。また α-アミラーゼによる分解もデンプンに比べるとかなり遅い。β-アミラーゼによっては分解されない。また熱に対してもかなり安定で、200℃程度まで加熱しても安定である。
シクロデキストリンの水への溶解度は 25 °C でα体が 14.5 g/100 mL、β体が 1.8 g/100 mL、γ体が 23.2 g/100 mLであり、β体はその溶解性が低い。
シクロデキストリンの環状構造の内部は他の比較的小さな分子を包接できる程度の大きさの空孔となっている。空孔の内径はα体で 0.45–0.6 nm、β体で 0.6–0.8 nm、γ体で 0.8–0.95 nm 程度とされている。またシクロデキストリンのヒドロキシ基はこの空孔の外側にあるため、空孔内部は疎水性となっており、疎水性の分子を包接しやすい。

## 用途
シクロデキストリンは疎水性の分子を包接することで水への溶解性を高めたり、水や酸素と反応しやすい物質を保護したりする用途に利用されている。
たとえば各種の医薬品、わさび油を閉じ込めた状態の練りわさび、消臭・除菌ブームの火付け役である「ファブリーズ」などである。特に食品分野での応用展開が多く、香料・香辛料の安定化や乳化剤、粉末化基材としても用いられる。
また、シクロデキストリンは光学活性体であるため、一対の鏡像異性体に対して包接しやすさが異なる。すなわちラセミ体から鏡像異性体を分離するのに利用できる。そこでシクロデキストリンの誘導体を固定相とするガスクロマトグラフィーや高速液体クロマトグラフィーのカラムが市販されている。ほか、ロタキサンのリング部分として、ポリエチレングリコールなどと組み合わせて用いられる。

## 生合成
デンプンに Bacillus 属、Brevibacterium 属、Corynebacterium 属といった細菌から抽出したシクロマルトデキストリングルカノトランスフェラーゼ (EC 2.4.1.19) を作用させることによって得られる 。

## 超分子への応用
シクロデキストリンの分子認識を利用した超分子の合成が広く研究されている。環状構造であるため、ロタキサンの部品として用いられる。日本では原田明、伊藤耕三、寺尾潤らをはじめ多くの超分子化学者がシクロデキストリンを用いた超分子の研究を行っている。